# Ron Mathewson
Ron Mathewson, geboren als Rognvald Andrew Mathewson (Lerwick, 19 februari 1944 - Londen, 3 december 2020) was een Britse jazzbassist.

## Biografie
Mathewson, geboren op de Shetlandeilanden, was afkomstig uit een muzikale familie. Hij had als kind pianoles en wisselde op 15-jarige leeftijd naar de contrabas. Sinds 1962, toen hij met zijn Schotse dixielandband in Duitsland op tournee was, is hij professioneel muzikant. Tussen 1963 en 1966 werkte hij in rhythm-and-blues-bands. Vervolgens was hij met drummer Spike Wells tot 1973 vast lid van de band van Tubby Hayes (Grits, Beans and Greens: The Lost Fontana Studio Sessions 1969) en speelde ook met Gordon Beck en Phil Woods in de Verenigde Staten en tijdens het Montreux Jazz Festival (lp 1972). Verder werkte hij als sideman van Ray Nance, Kenny Wheeler, Philly Joe Jones, Stan Getz, Stan Sulzmann, Charles Tolliver, Carmell Jones, Oscar Peterson, Bill Evans, Randy Brecker en de Kenny Clarke/Francy Boland Big Band.
Met het Spontaneous Music Ensemble en met Chris McGregor onderzocht hij het nieuwe bereik van de freejazz, met Ray Russell, Ian Carr en Neil Ardley (Mike Taylor Remembered, 1973) de rockjazz. Tussen 1975 en 1990 behoorde hij tot het kwartet van Ronnie Scott, werkte hij ook met een eigen sextet (met Alan Skidmore en John Taylor) en in trio met Gordon Beck en Daniel Humair (lp Jazz Trio, 1979). Bovendien werkte hij met Charlie Watts en zijn orkest, maar ook met Rollercoaster, Dick Morrissey, Johnny Griffin, Bud Shank en Joe Henderson.

## Privéleven en overlijden
Hij was een broer van jazzpianist Mat Mathewson. Ron Mathewson overleed in december op 76-jarige leeftijd door het coronavirus.